# مهند عبد الجبار المهداوي
مهند عبد الجبار محمود حسين المهداوي، مهندس أجهزة طبية وباحث عراقي.

## الولادة والنشأة
ولد المهندس مهند في بغداد عام 1393 هـ/1973م، وبعد اكمالهِ للدراسة الأولية ثم الثانوية عام 1992، التحق بمعهد المنصور الطبي التقني وحصل على شهادة دبلوم في الأجهزة الطبية عام 1994، ثم شهادة بكالوريوس في هندسة الأجهزة الطبية عام 2004. وبعد تخرجهِ من المعهد عمل موظفاً في وزارة الصحة العراقية من عام 1995 وحتى شغل حالياً مسؤول تدريب في قسم الهندسة الطبية. وهو مؤسس ورئيس الدورة الأولى للجمعية العراقية لتقنيات الأجهزة الطبية، (جمعية علمية مسجلة لدى وزارة التعليم العالي والبحث العلمي).

## الشهادات
- دبلوم أجهزة طبية عام 1994.
- بكالوريوس هندسة أجهزة طبية عام 2004.

## أهم المؤلفات
لهُ بعض المؤلفات المطبوعة ومنها:
- مؤلف مشارك لكتاب القياس والمعايرة للأجهزة الطبية (رقم الايداع في دار الكتب و الوثائق 726) – طبع بمطابع وزارة الصحة - 2014.
- كتاب المفصل في أجهزة العيون (غير مطبوع) - 2006.
- مجموعة مقالات في مجال الهندسة الطبية – مجلة وزارة الصحة العراقية عام 2012.
- كتاب مهندسات عراقيات – (2022) – الرقم الدولي ISBN: 978-9922-20-663-9
- القياس والمعايرة للاجهزة الطبية: الفكرة والتطبيق.

## الإختراعات
لهُ مساهمات في صيانة وتصليح الأجهزة الطبية وحاصل على ثلاث براءات إختراع لعدة أجهزة طبية منها:
- براءة اختراع جهاز فحص العين المتعدد الرقمي (بصر1) – رقم 4196 لسنة 2015.
- منظومة تعزيز مناعة الجسم بطريقة جديدة لتفعيل الزيوت الطبيعية – رقم 5675 لسنة 2019.
- تطوير مجس جهاز الكي الجراحي – رقم 6871 لسنة 2021.

## أهم الانجازات
- استحداث مشروع جودة الأجهزة الطبية في وزارة الصحة العراقية عام 2011.
- تصميم طابع بريدي بمناسبة مئوية وزارة الصحة العراقية عام 2020.
- في عام 2010، شغل منصب مدرب معتمد لدى وزارة الصحة العراقية.
- في عام 2011، عضو مؤسس في جمعية الصبار والعصاريات العراقية (NGO - 1A75724)
- في عام 2013، عضو جمعية الطوابع والمسكوكات العراقية.
- في عام 2013، رئيس فريق الابداع في مؤتمر (TEDxBaghdad).[4]
- في عام 2016، عضو مؤسس في مركز الابتكار والابداع العراقي (NGO - 1D1906012)
- في عام 2021، عضو مؤسس في مؤسسة فكرة لتنمية التخصصات الهندسية والطبية (NGO - 1A75724)

## روابط خارجية
- لقاء مع المهندس مهند المهداوي - شبكة فكرة الاعلامية
- Innovates despite difficult conditions | Mohanad Al-Mhdawy | TEDxBaghdad